# Heinrich Auer (Fußballspieler)
Heinrich Auer (* 20. Juni 1909 in Fürth; † 17. März 1983), Spitzname „Elritz“, war ein deutscher Fußballspieler.

## Karriere
Auer begann zehnjährig in der Jugendmannschaft der SpVgg Fürth mit dem Fußballspielen und rückte 19-jährig in die erste Mannschaft auf. Für diese bestritt er als Stürmer von 1928 bis 1931 in den vom Süddeutschen Fußball-Verband ausgetragenen Meisterschaften 49 Punktspiele, in denen er 13 Tore erzielte. Während seiner drei Jahre währenden Vereinszugehörigkeit gewann er am Ende seiner zweiten und dritten Spielzeit die Nordbayerische Meisterschaft, 1931 die Süddeutsche Meisterschaft und 1929 mit der Deutschen Meisterschaft seinen größten Erfolg.
Als Zweitplatzierter der Gruppe Nordbayern konnte sich die Mannschaft in der Gruppe Südost in der Runde der Zweit- und Drittplatzierten als Erster durchsetzen, ebenso im Entscheidungsspiel dritter Teilnehmer Deutsche Fußballmeisterschaft mit 2:0 gegen den FSV Frankfurt, dem Sieger der Gruppe Nordwest. Bei seiner ersten Teilnahme bestritt er zuvor auch das Achtel- und Viertelfinale sowie das am 7. Juli 1929 in Frankfurt am Main ausgetragene Halbfinale, in dem er beim 6:1-Sieg über den Breslauer SC 08 mit dem Treffer zum 4:1 in der 53. Minute ein Tor beitrug. In dem am 28. Juli 1929 im Städtischen Stadion in Nürnberg ausgetragenen Endspiel um die Deutsche Meisterschaft, brachte er beim 3:2-Sieg über Hertha BSC vor 50.000 Zuschauern mit dem Treffer zum 1:0 in der 14. Minute seine Mannschaft in Führung. International spielte er mit der SpVgg Fürth im Wettbewerb um die Coupe des Nations 1930, in der er mit seiner Mannschaft – nach dem 4:3-Sieg n. V. über den französischen Pokalsieger FC Sète am 29. Juni – das Viertelfinale erreichte. In diesem war er mit seiner Mannschaft dem First Vienna FC mit 1:7 deutlich unterlegen.
Die Saison 1931/32 bestritt er für den Ligakonkurrenten 1. FC Nürnberg und gewann auf Anhieb die Nordbayerische Meisterschaft. Mit diesem Erfolg nahm er mit der Mannschaft an der Endrunde um die Süddeutsche Meisterschaft teil und belegte in der Gruppe Süd/Ost hinter dem FC Bayern München den zweiten Platz.
Die Saison 1932/33 spielte er für den Ligakonkurrenten FV 04 Würzburg, der sich für die ab 1933 eingeführte Gauliga Bayern, eine von zunächst 16, später auf 23 aufgestockten Gauligen zur Zeit des Nationalsozialismus als einheitlich höchste Spielklasse im Deutschen Reich, qualifizierte. In dieser bestritt er 20 Punktspiele, in denen er drei Tore erzielte. Mit dem Abstieg seiner Mannschaft aus der dieser Spielklasse, kehrte er zur SpVgg Fürth zurück und gewann mit ihr 1935 die Gaumeisterschaft Bayern.

## Erfolge
- Deutscher Meister 1929
- Gaumeister Bayern 1935
- Süddeutscher Meister 1931
- Nordbayerischer Meister 1930, 1931, 1932